# Float (film 2008)
(Tagline del film)
Float è un film indipendente statunitense del 2008 diretto da Johnny Asuncion e interpretato da Gregory Itzin, Hrach Titizian, Lauren Cohan e Ken Davitian.

## Trama
Glendale, California. Ray Fulton è il proprietario cinquantacinquenne di una piccola gelateria chiamata Float. La sua dedizione al lavoro e scarsa empatia lo ha portato ad allontanarsi sempre di più dalla moglie Pamela che, alle porte del suo quarantanovesimo compleanno decide di lasciarlo.
Nel frattempo Ramon, mascotte della gelateria, viene licenziato poiché coinvolto in una rissa con dei ragazzi che lo avevano insultato a causa del suo costume. Non riuscendo ne a trovare lavoro ne a pagare l'affitto del proprio appartamento, il ragazzo viene temporaneamente ospitato dall'ex-collega Gevorg, irresponsabile assistente di Fulton dedito al gioco d'azzardo che condivide un rapporto conflittuale col padre Vahig, politico nel mezzo di una campagna elettorale come sindaco.
Mentre Ramon si iscrive a una palestra di boxe ed inizia a frequentare una ragazza armena di nome Susannah, conosciuta a una festa, Fulton cade in una profonda crisi emotiva ed inizia a dormire in ufficio pur di non provare il senso di solitudine che sente nella casa dove ha vissuto con Pamela per oltre trent'anni. Scoperta la cosa, Gevorg invita anche il capo a dormire a casa sua finché non si sentirà di poter tornare alla propria.
Tra alti e bassi i tre uomini iniziano quindi una rocambolesca convivenza.
Intanto, deciso a rifarsi una vita, Fulton inizia a fare jogging, frequentare party, giocare a golf, cucinare, si tatua e si fa tre orecchini; mentre Ramon scopre da Gevorg che Susannah è un'immigrata irregolare, motivo per il quale è intenzionata a sposarlo, pagandolo per il favore, ed in seguito divorziare dopo i tre anni legalmente necessari per ottenere il permesso di soggiorno.
Emily, figlia di Fulton e Pamela, ritorna nel frattempo in città dopo essere stata in Africa con Greenpeace ed inizia a riallacciare i rapporti, interrotti da decenni, col padre. La ragazza cattura a prima vista l'interesse di Gevorg il quale non riuscendo ad avvicinarla flirtando con lei alla sua solita maniera inizia ad documentarsi su tematiche ambientaliste per attaccare bottone; cosa che lo porta però a maturare un grande desiderio di salvaguardia del pianeta ed un sempre più forte sentimento nei confronti di Emily.
Rinvigorito dagli eventi accadutogli negli ultimi mesi e dalla relazione intrapresa con la fioraia del suo quartiere, Rebecca, Fulton riesce finalmente a chiarirsi con Ramon; il quale a sua volta trova un equilibrio interiore mettendo fine alla rabbia autodistruttiva che lo ha accompagnato per tutta la vita e, compreso che Susannah si sta solo servendo di lui, capisce di essere veramente innamorato della compagna di stanza di quest'ultima, Tami, la quale, ricambiandolo, arriva a litigare furiosamente con l'amica poiché disgustata dal suo comportamento nei confronti del ragazzo.
Invitata a una festa a casa di Gevorg, Emily scopre della nuova relazione del padre sorprendendolo assieme a Rebecca, cosa che la rende tanto furiosa da prendersela anche con il ragazzo accusandolo di averglielo sempre tenuto nascosto consapevolmente e di essere solo intenzionato a portarla a letto. Successivamente ha però una discussione col padre all'interno della casa in cui i Fulton sono stati una famiglia e, qui, l'uomo le fa capire come la sua vita sia ricominciata dalla separazione e che, seppur i sentimenti per Pamela si fossero nel tempo sopiti, la cosa che più aveva amato del matrimonio con essa era proprio l'essere un genitore. Emily comprende dunque che il padre sia più felice ora e, scoprendo che Gevorg si è unito a Greenpeace, realizza anche la serietà delle sue intenzioni, tornando sui suoi passi ed ammettendo d'averlo malgiudicato.
Dopo la partenza di Gevorg ed Emily per la foresta pluviale, Ramon, ora fidanzato con Tami, diviene il nuovo assistente di Fulton e presenta Susannah al suo coach di boxe, Matt, convinto sia più adatto a gestire la personalità della ragazza. Mentre Fulton, rimessosi in piedi, divorzia e sviluppa, tra i tanti nuovi hobby, anche il giardinaggio.